# 高興郡 (三國)
高興郡，中国古代的郡,設置於三國东吴孫皓初年。
轄域大約在今廣東省陽江市、江門市及中山市西部一帶。《通典·州郡十四》記載「吳置高涼郡，晉因之。初吳又立高興郡（《宋書·州郡志》作「高熙郡」），晉亦因之，其後後悉併于高涼郡。」《晉書·地理志上》序例所云孫皓置12郡，其中「宜都」當為「高興」誤文（陳健梅《孫吳政區地理研究》引吳增僅《三國郡縣表》）。據《晉書·地理志下》，高興郡統有5縣，分別為廣化縣(也是高興郡治所，在今天陽江市陽東縣西北 )、海寧縣、莫陽縣、西平縣及化平縣，郡治設於高化。西晉太康年間省廢，併入高涼郡（《宋書·州郡志》）。
南朝齐重置高興郡，治所在高兴县（今广东化州市），属越州。辖境相当今广东省化州、湛江市、廉江市、遂溪县、吴川县等地。南梁、南陈时属于羅州，隋开皇时废高興郡，属县入罗州。